# Zegelkunde
De zegelkunde bestudeert de zegels die gebruikt werden en worden als waarborg voor de echtheid van oorkondes en documenten, alsmede voor het sluiten van brieven. In verband met de Europese geschiedenis spreekt men ook van sigillografie of sfragistiek. In verband met het oude Mesopotamië, waar men vaak van rolzegels gebruik maakte, spreekt men eerder van glyptiek, waaronder ook de kunst van het snijden van rolzegels verstaan wordt. Rolzegels zijn al erg oud. Er bestaan al voorbeelden van uit het late neolithicum van Syrië (vóór 6000 v.Chr.) en daarmee zijn ze ouder dan het spijkerschrift.
De zegelkunde is daarmee een historische en archeologische hulpwetenschap. De zegels kunnen veel historische en heraldische informatie verschaffen. 
Een belangrijk publicist op het gebied van de zegelkunde was Dr. Erich Gritzner.
Verwant aan de zegelkunde is het verzamelen van zegels, de sfrafilatelie.
Johann Wolfgang von Goethe was een vooraanstaand verzamelaar van zegels. Parijs kent een zegelmuseum, het Musée des Sceaux.